# 刺鳞草科
刺鳞草科包括3属约30种，分布在澳洲、南美洲南部和东南亚热带地区。中国只有1种—刺鳞草（Centrolepis banksii (R. Browm) Roemer et Schultes），生长在海南。
本科植物为一年生或多年生草本，外形类似禾草類植物或苔类 (莎草類植物)；叶基生，2列，线形；小花，两性或单性，生于花茎上，无花被；
1981年的克朗奎斯特分类法将其列入帚灯草目，1998年根据基因亲缘关系分类的APG 分类法认为应该归入禾本目。